# Shin Moomin
Shin Moomin (新ムーミン, Shin Mūmin, traduzido como O Novo Moomin) é a segunda adaptação do anime Moomin de 1969, que também foi baseado nos livros Moomin da escritora finlandesa Tove Jansson.  É uma modificação da série Moomin de 1969-1970, que também foi baseada nos livros.
Foi produzida em 1972 pela Mushi Production e transmitida pela Fuji Television.
Faz parte da World Masterpiece Theater.

## Enredo
A família Moomin e seus amigos vivem grandes aventuras no Vale Moomin e sempre estão dispostos à aceitar qualquer hóspede.

## Produção
A série foi produzida e modificada após a versão de 1969-1970 e foi cancelada pela afirmação de Jansson porque era radicalmente diferente de como ela queria que a série fosse. Nunca foi transmitida fora do Japão.
Ao contrário de sua antecessora, a série foi baseada mais precisamente nos livros.

## Lista de episódios
| #  | Títulos Originais em Japonês | Tradução em Português                                                           |
| -- | ---------------------------- | ------------------------------------------------------------------------------- |
| 1  | " ゆめ・ゆめ・ゆめ"          | Sonhar e Sonhar                                                                 |
| 2  | "春を呼ぶ火祭り"             | O Festival do Fogo para inaugurar na Primavera                                  |
| 3  | "今日は、おしゃまさん"       | Olá, Menina Precoce (Too-Ticky)                                                 |
| 4  | "スナフキンが帰って来た"     | Snufkin está de volta                                                           |
| 5  | "狼なんかこわくない"         | Quem Tem Medo de Wolf? (paródia do filme "Quem Tem Medo de Virginia Woolf?")    |
| 6  | "落ちてきた星の子"           | E vem uma criança famosa                                                        |
| 7  | "白い馬と満月と"             | Com o Cavalo Branco e a Lua Cheia                                               |
| 8  | "ふしぎなスプーン"           | A Colher Misteriosa                                                             |
| 9  | "おじさんは手品師? "         | O Tio é um Mago?                                                                |
| 10 | "署長さんがいなくなる"       | O inspetor de polícia se foi                                                    |
| 11 | "ムーミン谷は穴だらけ"       | O Vale Moomin está cheio de buracos                                             |
| 12 | "鏡の中のマネマネ"           | Mane-Mane(imitação) no espelho                                                  |
| 13 | "ヘムレンさんの約束"         | A promessa de Hemulen                                                           |
| 14 | "メソメソ君のマイホーム"     | O Cavalo de Meso-Meso (Desculpe-oo)                                             |
| 15 | "ムダ騒動はムダ"             | A Perturbação sem sentido é injustificada                                       |
| 16 | "ミイってやさしいの? "       | Mee é sensível?                                                                 |
| 17 | "ノンノンの願い"             | O desejo de Nonnon                                                              |
| 18 | "海の風車"                   | O moinho de vento do mar                                                        |
| 19 | "ふしぎな遊星人"             | A alienígena do planeta misterioso                                              |
| 20 | "ママのハンドバッグ"         | A bolsa da mamãe                                                                |
| 21 | "花占い大事件"               | O grande incidente da Adivinhação da Flor                                       |
| 22 | "町からきた少年"             | O Menino da cidade                                                              |
| 23 | "ママ、ごめんなさい"         | Desculpe, Mamãe                                                                 |
| 24 | "時計を作ろう"               | Vamos fazer o relógio                                                           |
| 25 | "夏への扉"                   | The Door into Summer (citação de "The Door into Summer (A Porta para o Verão)") |
| 26 | "金色のしっぽ"               | A cauda de Ouro                                                                 |
| 27 | "ニョロニョロが怒った"       | Nyoro-Nyoro (Hattifatteners) fica com raiva                                     |
| 28 | "信じる?信じない? "          | Crer ou não crer?                                                               |
| 29 | "水晶玉にはなにがみえる"     | O que é visível na bola de cristal?                                             |
| 30 | "消えないおばけ"             | O Fantasma que não desaparece                                                   |
| 31 | "おかしなケンカ"             | Discussão Estranha                                                              |
| 32 | "消えた人形"                 | A boneca sumiu                                                                  |
| 33 | "ひとりぽっちのパパ"         | Papai Solitário                                                                 |
| 34 | "ぼくは王様だ!"              | Eu sou o Rei!                                                                   |
| 35 | "パパの古い靴"               | Os velhos sapatos do Papai                                                      |
| 36 | "おじいちゃんは世界一"       | Vovô é o Número 1 no mundo                                                      |
| 37 | "月夜になる鐘"               | O sino que toca nas noites de luar                                              |
| 38 | "赤い月の呪い"               | A Maldição da Lua Vermelha                                                      |
| 39 | "笑いの仮面"                 | Máscara do Riso                                                                 |
| 40 | "やぶれた絵本"               | O livro de ilustrações rasgado                                                  |
| 41 | "言葉が消える?"              | As palavras desaparecem?                                                        |
| 42 | "はばたけ!ペガサス"          | Palpite! Pégaso                                                                 |
| 43 | "アリオンのたて琴"           | A harpa de Arion                                                                |
| 44 | "雲と遊ぼう"                 | Vamos brincar com as nuvens                                                     |
| 45 | "眠りたい眠れない"           | Quero dormir, mas não consigo                                                   |
| 46 | "飛行鬼にまけるな!"          | Não seja derrotado pelo demônio voador (O Duende Macabro) !                     |
| 47 | "氷の国をぬけだせ"           | Afaste-se do País Gelado                                                        |
| 48 | "こわれたくびかざり"         | O Colar quebrado                                                                |
| 49 | "消えちゃった冬"             | Inverno que desapareceu                                                         |
| 50 | "パパのぼうけん"             | A Aventura do Papai                                                             |
| 51 | "スナフキンなんか大きらい"   | Eu te odeio, Snufkin                                                            |
| 52 | "さらばムーミン谷"           | Adeus, Vale Moomin                                                              |